# Rijstpellerij
Een rijstpellerij is een fabriek waar ongepelde rijst (padie) van de kafjes wordt ontdaan.
Gebeurde dit voorheen op windkracht in een pelmolen, vanaf de 2e helft van de 19e eeuw kwamen fabrieken in bedrijf die de -vooral uit de Nederlandse en Britse koloniën afkomstige- rijst verwerkten.
De rijstpelmolen komt voort uit de gortpelmolen. In 1819 was voor het eerst van een rijstpelmolen sprake, dit was een rosmolen te Amsterdam. In de Zaanstreek werd de eerste stoomrijstpellerij gestart in 1861, namelijk D. van Voorst & Zoon. Ook in Rotterdam en omgeving verrezen rijstpellerijen.
Tijdens de Eerste Wereldoorlog stagneerde de aanvoer van grondstoffen, waarop een aantal rijstpellerijen hun activiteiten beëindigde.
Het product van de rijstpellerij is gepelde rijst. Als bijproduct ontstaat kaf en ander afval, dat als veevoer wordt gebruikt. Ook wordt wel rijstmeel geproduceerd. Daarnaast kan de rijst in een dergelijk bedrijf verder worden bewerkt tot een voedingsproduct als droogkokende rijst. Ook wordt rijst ingezet als grondstof voor de stijfselindustrie.

## Rijstpellerijen
Voorbeelden van rijstpellerijen zijn:
- Rijstpellerij Cornelis Kamphuys te Koog aan de Zaan, met stoomrijstpellerij "De Jonge Kuyper" (1874-1879) en "Phenix" (1879-ongeveer 1920)
- Rijstpellerij "Mercurius" te Wormer, met de merknaam "Lassie", 1893-heden.
- Stoomrijstpellerij "Hollandia" te Wormer, 1877-1965.
- Stoomrijstpellerij "De Unie" te Wormer, 1872-omstreeks 1918
- Rijstpellerij "Euryza" te Zwijndrecht, vanaf omstreeks 1900-1998
- Rijstpellerij "Birma" van Klaas Blans, te Zaandam, 1878-omstreeks 1916
- Rijstpellerij MICO te Zaandam, 1923-1951
- Rijstpellerij "De Jonge Voorn", te Wormerveer, opgericht door Albert Vis, 1867-1909, daarna: "Java", gesloopt in 1941